# تشاد فيرتشايلد
تشاد فيرتشايلد (بالإنجليزية: Chad Fairchild)‏ هو لاعب كرة قاعدة أمريكي، ولد في 30 ديسمبر 1970 في ساندوسكي في الولايات المتحدة.